# Neoparentia tarsalis
Neoparentia tarsalis är en tvåvingeart som beskrevs av Robinson 1967. Neoparentia tarsalis ingår i släktet Neoparentia och familjen styltflugor. Inga underarter finns listade i Catalogue of Life.